# Flightplan
Flightplan är en tysk/amerikansk thrillerfilm från 2005, regisserad av Robert Schwentke och med Jodie Foster i huvudrollen. Filmen är löst baserad på En dam försvinner från 1938.

## Handling
Kyle Pratt är flygplansingenjör för Alto Airlines och bordar ett plan från Berlin till New York med sin dotter Julia. Cirka tre timmar efter start upptäcker hon att hennes dotter är försvunnen och börjar leta efter henne. När hon frågar flygvärdinnorna säger de att hennes dotter inte ens finns med på passagerarförteckningen. 
De allmänna utrymmena söks igenom men kaptenen ger inte tillstånd att söka lastutrymmet eftersom någon kan skadas om planet plötsligt girar eller flyger i en luftgrop. Besättningen börjar misstänka att Pratt har psykiska problem på grund av makens bortgång nyligen och att hon bara skulle inbilla sig att dottern följde med ombord. Medan besättningen blir allt mer skeptisk blir Pratt alltmer desperat.

## Rollista (urval)
- Jodie Foster - Kyle Pratt
- Peter Sarsgaard - Gene Carson
- Sean Bean - Kapten Marcus Rich
- Erika Christensen - Fiona
- Kate Beahan - Stephanie
- Greta Scacchi - Lisa, terapeut
- Marlene Lawston - Julia
- John Benjamin Hickey - David